# Dicamptodon copei
Dicamptodon copei е вид земноводно от семейство Dicamptodontidae.

## Разпространение
Видът е разпространен в САЩ.